# Arandas (Ain)
Arandas es una comuna francesa situada en el departamento de Ain, de la región de Auvernia-Ródano-Alpes.

## Geografía
Está ubicada en el sureste del departamento, a 24 km al sureste de Ambérieu-en-Bugey.

## Demografía
| 169 | 143 | 140 | 145 | 128 | 135 | 158 | 144 |
| Para los censos de 1962 a 1999 la población legal corresponde a la población sin duplicidades (Fuente: INSEE [Consultar]) |     |     |     |     |     |     |     |